# Amanda Ghost
Amanda Louisa Gosein (Enfield, 10 luglio 1974) è una cantautrice e produttrice discografica britannica.

## Biografia
Amanda Ghost ha firmato il suo primo contratto discografico con la Warner Records, che ha pubblicato il suo primo album Ghost Stories nel 2000. Nella Official Singles Chart ha piazzato tre canzoni tra il 2000 e il 2004: Idol alla 63ª posizione, Glory Girl alla 90ª e Break My World alla 52ª. Nel 2009 è diventata presidente della Epic Records ma ha lasciato il suo ruolo dopo solo un anno, per dedicarsi all'etichetta Outsiders, di cui era CEO.
Ghost ha co-scritto numerosi singoli di successo di diversi artisti, tra cui You're Beautiful, Beautiful Liar, Tattoo e Gypsy, che ha anche prodotto. Ha contribuito alla scrittura di quattro tracce dell'album di Beyoncé I Am... Sasha Fierce, che le ha regalato una candidatura ai Grammy Award come Album dell'anno in qualità di autrice. Alla medesima premiazione è stata candidata anche con You're Beautiful e con il brano realizzato per il film Cadillac Records Once in a Lifetime, in lizza anche per il Golden Globe per la miglior canzone originale nel 2009. La cantante è inoltre vincitrice di tre Ivor Novello Awards.

## Discografia

### Album in studio
- 2000 – Ghost Stories

### EP
- 2008 – Blood on the Line

### Singoli

#### Come artista principale
- 2000 – Idol
- 2000 – Glory Girl
- 2000 – Filthy Mind
- 2004 – Break My World
- 2005 – Girls Like You
- 2005 – Monster
- 2007 – Time Machine (feat. Boy George)

#### Come artista ospite
- 2004 – Break My World (Dark Globe feat. Amanda Ghost)